# Star Fox 64
Star Fox 64 (スターフォックス64 Sutā Fokkusu Rokujūyon?) (también llamado en Europa Lylat Wars) es un rail shooter de combates aéreos para la consola Nintendo 64. Es un reboot del juego Star Fox y es el único juego de la serie de Star Fox desarrollado para Nintendo 64. Apareció en 1997, formando parte del grupo de juegos que salieron junto al Nintendo 64. Se comercializó acompañado del accesorio "Rumble Pak", el cual hacía vibrar al mando, lo cual fue toda una novedad. El juego vendió 4 millones de copias desde su lanzamiento, convirtiéndolo en uno de los mejores juegos vendidos para la consola. Recibió elogios de la crítica por su animación suave, sus efectos visuales detallados, las actuaciones de voz, y el uso de múltiples rutas de juego. Ha sido considerado por muchos críticos y jugadores como uno de los mejores videojuegos jamás hechos.
En un principio, este juego iba a ser parte de la segunda entrega para Super Nintendo de Star Fox, pero la compañía de Nintendo optó por desarrollar el juego para su consola de Nintendo 64, que sería lanzada en menos de un año.

## Modo de juego
Star Fox 64 es un Matamarcianos en 3D en el que el jugador controla uno de los vehículos pilotados por Fox McCloud, usualmente un Arwing. La mayor parte del juego tiene lugar en el "modo Corredor", que obliga al vehículo de Fox a seguir un camino fijo a través de un entorno. El jugador puede maniobrar un poco a lo largo del camino y ralentizar temporalmente el vehículo, pero no puede detenerse por completo ni cambiar la dirección. Algunos niveles del juego, incluidos la mayoría de las peleas con los jefes toman lugar en "modo All-Range" (así como el modo Multi Jugador). En esta variante, el jugador puede moverse libremente dentro de los confines de un escenario más grande para participar en el combate.
En el modo Corredor, el vehículo del jugador se puede maniobrar a lo largo de la pantalla para esquivar obstáculos y disparar a los enemigos frontales con cañones láser, así como realizar saltos mortales para esquivar a los enemigos que estén detrás o para esquivar proyectiles. El Arwing también es capaz de desviar los disparos enemigos ejecutando una maniobra de giro llamada "Barrell roll" (giro de barril o tonel en términos reales de aviación). El Arwing y el tanque Landmaster pueden cargar sus cañones láser para disparar un poderoso tiro rastreador. El Arwing puede ejecutar una maniobra diferente en el modo All Range: un giro Immelmann para cambiar de dirección; en el juego es llamado "U-turn" (vuelta en U).
A lo largo del juego, el jugador puede volar o conducir a través de potenciadores para recogerlos. Entre ellos hay anillos plateados que recargan los escudos del vehículo, bombas inteligentes, mejoras láser, reparación de alas, y vidas extras. En la mayoría de los niveles hay al menos tres anillos dorados que al ser recogidos incrementan el nivel del escudo al máximo. Si el jugador recoge exitosamente tres anillos dorados adicionales en el mismo nivel, es recompensado con una vida extra. Además de la mejora máxima del escudo, todos los potenciadores recogidos se trasfieren al siguiente nivel. Si el jugador se queda sin vidas, el juego termina.
Retomados del Star Fox original, están los compañeros de ala, que vuelan junto al jugador en Airwings, y a veces son perseguidos por enemigos dentro del campo de visión del jugador. Si este falla en derrotar a los enemigos que atacan a un compañero, el compañero se verá obligado a retirarse a la nave nodriza Great Fox para ser reparado y no estará disponible para el siguiente nivel. Cada compañero de ala ofrece una asistencia diferente al jugador: Slippy Toad hace un escaneo del jefe enemigo y muestra su escudo en la pantalla del jugador. Peppy Hare proporciona consejos sobre el juego, y Falco Lombardi localiza ocasionalmente rutas alternas a lo largo de los niveles. Algunos de estos presentan apariciones de personajes secundarios que ayudan al equipo.
Star Fox 64 presenta un sistema de bifurcación de niveles, en el que los caminos más difíciles se desbloquean completando ciertos objetivos, como derrotar a un jefe específico o completando el nivel dentro de un límite de tiempo. Todas las rutas posibles del juego comienzan en Corneria, poniendo finalmente al jugador en contacto con el equipo Star Wolf, y terminan en un enfrentamiento contra Andross.
Para agregar un mayor desafío al volver a jugar, el juego otorga medallas de condecoración, que son obtenidas completando una misión con todos los compañeros de ala intactos, o habiendo alcanzado un total tiros directos. Este total es a menudo un porcentaje del total de enemigos en un nivel, dejando poco margen de error. Al obtener medallas se desbloquean características adicionales, como pruebas de sonido, y la habilidad de usar el tanque Landmaster o pelear a pie en el modo Multijugador. Al adquirir todas las medallas se desbloquea el modo Experto, en el que hay mayores enemigos en cada nivel, el vehículo del jugador recibe mayor daño (un golpe directo con un obstáculo destruirá una de las alas del Airwing y eliminará la posibilidad de cualquier mejora láser), y Fox usará lentes de sol como su padre James. Al adquirir todas las medallas en modo Experto, se desbloqueará una nueva pantalla de título en el juego.

## Multijugador
El juego cuenta con soporte multijugador para hasta 4 jugadores simultáneos. En un inicio, los jugadores pueden jugar solamente usando la nave Arwing, pero al obtener ciertas medallas en el modo Historia, se puede desbloquear el tanque Landmaster, así como la opción de combatir a pie como uno de los cuatro miembros del equipo Star Fox equipados con una bazuka. En este modo es el único lugar donde los jugadores pueden usar el Landmaster con el láser mejorado.
Hay tres modos de juego multijugador: "point match" en el que el jugador debe derribar al oponente un cierto número de veces, "battle royal" en el que gana el último jugador en ser derribado, y un contrarreloj para destruir naves enemigas.

## Vehículos
El Arwing es la nave principal usada por Fox McCloud. La nave puede acelerar, frenar o dar vueltas para evitar los obstáculos. Todos los vehículos excepto el submarino acuático pueden también cargar sus cañones del láser para causar más daño. En algunos niveles y contra jefes ocurren en una zona rectangular cerrada y en este caso se usa una nueva maniobra que permite hacer un giro de 360 grados (acelerar y arriba). En caso de que el Arwing de algunos de los compañeros caiga; este regresa a la nave nodriza y aparece en la misión subsiguiente.
El Landmaster es un vehículo tipo tanque que se usa en dos niveles, Macbeth y Titania. Al igual que el Arwing, este tanque puede acelerar y frenar, pero no puede hacer saltos mortales. Puede hacer una vuelta en barril, pero ya que carece el campo de fuerza del Arwing, no refleja el fuego enemigo. En cambio, la vuelta en barril se usa para cruzar rápidamente la pantalla de un extremo a otro. También puede desplazarse por el aire por unos segundos.
El Blue Marine, vehículo diseñado por Slippy Toad, está disponible solamente en el planeta acuático Aquas. Este vehículo puede mejorar sus láseres gemelos, pero no puede disparar bombas inteligentes; esto se compensa con una cantidad ilimitada de torpedos que no solo dañan a los enemigos, sino que también producen estallidos de luz que le permiten al jugador poder ver las profundidades del océano. Los torpedos pueden perseguir a los enemigos así como lo hace el láser cargado de los otros vehículos. Este sumergible también puede hacer un giro de barril para reflejar los disparos, así como acelerar y frenar.

## Argumento

### Personajes
El protagonista y personaje jugable es Fox McCloud, un zorro rojo y líder del equipo Star Fox, que defiende al sistema Lylat. su padre James McCloud, fue miembro del equipo Star Fox original, y fue asesinado por Andross antes del inicio del juego. El antagonista principal del juego es Andross, un malvado científico loco de Corneria que fue exiliado a Venom después de casi haber destruido el planeta.
El equipo Star Fox está conformado por los mercenarios: Peppy Hare, un conejo y miembro superviviente del equipo Star Fox original y viejo amigo de James; Slippy Toad, una rana y el mecánico experto del equipo; y Falco Lombardi, un halcón engreído pero excelente combatiente y mejor amigo de Fox. En apoyo del equipo Star Fox en su camino por derrotar a Andross están: el general Pepper, un perro y líder de la fuerza militar de Corneria; Bill Grey, un bulldog amigo de Fox y comandante de las unidades Bulldog y Husky; Katt, amiga y antigua compañera de pandilla de Falco; y ROB 64 (NUS64 en la versión japonesa), el robot piloto de la Great Fox, cuartel general de Star Fox, y quien les brinda apoyo en el viaje.
Los secuaces de Andross incluyen al equipo mercenario Star Wolf, conformado por: el líder del equipo Wolf O'Donnell; Leon Powalski; Pigma Dengar, antiguo miembro del equipo Star Fox junto con James y Peppy; y Andrew Oikonny, sobrino de Andross.

### Historia
El malvado científico loco Andross fue desterrado de Corneria y enviado al exilio al planeta más alejado del sistema Lylat, Venom, un planeta desértico y deshabitado, desde donde comienzan a ocurrir extraños movimientos paranormales, llegando estos hasta Corneria. cinco años después, Un equipo de pilotos fueron enviados para investigar, el cual estaba conformado por James McCloud, Pigma Dengar y Peppy Hare, el antiguo escuadrón Star Fox. Una vez que llegan al planeta, Pigma traiciona al equipo siendo Peppy y James capturados por Andross. A pesar de esto, Peppy logra escapar y sobrevivir.
Una vez que vuelve a Corneria, Peppy le comunica a Fox McCloud sobre la muerte de su padre a manos de Andross, y cinco años después se crea un nuevo equipo Star Fox, liderado por Fox McCloud y que lo integran Falco Lombardi, Slippy Toad y Peppy. Su misión es acabar con las hordas de Andross y liberar al sistema Lylat una vez más.

## Secuencia de misiones
1. Corneria: Enter Star Fox (La Entrada de Star Fox)
2. Meteo: Into the Asteroid Field (En el Campo de Asteroides) (fácil) 
Sector Y: Fierce Melee (Pelea Feroz) (difícil)
3. Fortuna: Enter Star Wolf (La Entrada de Star Wolf) (fácil) 
Katina: Reunion (Reunión) (normal) 
Aquas: Terror of the Deep (Terror de las Profundidades) (difícil)
4. Sector X: Mystery of the Space Base (El Misterio de la Base Espacial) (fácil)
Solar: Out of the Frying Pan... (Fuera de la sartén...) (normal) 
Zoness: Invasion Aftermath (Después de la Invasión) (difícil)
5. Titania: The Search for Slippy (Buscando a Slippy) (fácil) 
Macbeth: The Forever Train (El Tren Eterno) (normal) 
Sector Z: The Ambush of Great Fox (La Emboscada de Great Fox) (difícil)
6. Bolse: The Last Hurrah (El Último Hurrah) (fácil) 
Area 6: Through the Middle (A través del Medio) (difícil)
7. Venom: Battle with Andross (Batalla con Andross) (fácil) 
Venom: The Final Battle (La Batalla Final) (difícil)

## Desarrollo
El segundo juego inédito en la serie Star Fox, titulado Star Fox 2, fue desarrollado casi por completo para la consola Super Nintendo Entertainment System. Apareció en varias revistas de videojuegos, como Nintendo Power, pero el creador de la serie, Shigeru Miyamoto, quería trasladar el juego al sistema del Nintendo 64 que era más potente. Al darse cuenta de la mejora que podía lograr por sobre los dos juegos del SUPER NES, Miyamoto canceló Star Fox 2 a favor de una nueva versión que combinara elementos de los juegos anteriores. Miyamoto mencionó que "... los modos All-Range, Multi Jugador, y el escenario de Star Wolf son de Star Fox 2".
Al ser Shigeru Miyamoto un fanático de los dramas ingleses de marionetas, como los Thunderbirds, al desarrollar las animaciones de Star Fox 64, el equipo hizo que las bocas de los personajes se abrieran y cerraran como si fueran títeres. Esto redujo la cantidad de trabajo de animación. Las voces de los personajes son digitalizadas por personas reales; con diálogos que apoyan la historia; esta novedad ha influido en otros juegos 3D; como Starcraft y World of Warcraft.[cita requerida]
De acuerdo a IGN, el cartucho del juego contiene 4 MB de información de voces, muestreados a 8 kHz, comprimidos en un radio aproximado de 1:3 o 1:4.
El juego es conocido como Lylat Wars en algunos países porque Nintendo consideró que "Star Fox" sonaba muy parecido al nombre de la compañía alemana "Star Vox", y les preocupaba que una batalla legal por el nombre pudiera retrasar el juego.

## Recepción y legado
Star Fox 64 recibió la aclamación de la crítica y se convirtió en uno de los juegos más vendidos de 1997, después de Mario Kart 64. Vendió más de 300,000 copias los primeros cinco días de su lanzamiento en Estados Unidos, sobrepasando los récords de Mario Kart 64 y Super Mario 64. Las ventas fueron menores en Japón, donde se vendieron 75,595 copias durante la primera semana de ventas. El juego llegó al puesto 73 del "Top 200 de los juegos de Nintendo jamás hechos" de la revista Nintendo Power. El sitio GameSpot declaró a Star Fox 64 como "un clásico instantáneo" y se impresionaron por las actuaciones de voz. El revisor Glenn Rubenstein apuntó que el juego era "un placer de mirar" y le gustó la calidad de la cinematografía de la trama. Aunque otros críticos como en IGN señalaron que el juego era "extremadamente repetitivo", y que la calidad de la música no era tan buena como el Star Fox original, elogiaron el sistema de bifurcación y los "niveles diseñados inteligentemente", que se dice fueron hechos para compensar esos puntos.
La revisión de GameSpot de la versión para la Consola Virtual del Wii le otorga un 8.3 de 10, elogiando su simple y entretenido modo de juego, así como las actuaciones de voz. La revisión dice que el juego es bueno de ver a pesar de su edad gráfica, con un valor de repetición añadido buscando los caminos escondidos, pero encontró que la falta de soporte de vibración es "alarmante", especialmente cuando fue el primer juego en soportar el Rumble Pak.

## Versión para 3DS
En la conferencia del E3 de 2010, Nintendo anunció una versión de Star Fox 64 para la entonces próxima consola Nintendo 3DS, titulado Star Fox 64 3D.  Hubo una demo jugable el mismo día en la conferencia. El demo tenía controles y diálogos de personajes en la pantalla táctil. Nintendo añadió un tipo de control que hacía uso del giroscopio del Nintendo 3DS para controlar el Arwing en el espacio. Soporta un multiplayer hasta para 4 jugadores con el 3DS Download Play, sin embargo, el juego no cuenta con un multiplayer en línea. En el modo multiplayer, a diferencia del juego original, los jugadores solo pueden usar el Arwing.
El juego salió a la venta en Japón el 14 de julio de 2011 y el 9 de septiembre de ese mismo año en América y Europa. Star Fox 64 3D cuenta con nueve doblajes diferentes entre los que se incluye español europeo y español hispanoamericano.

## Otros
http://www.gamefaqs.com/n64/198759-star-fox-64/faqs/27288
- Google en referencia a este juego creó un doodle en donde si uno escribe Do a Barrel Roll, el buscador hará un giro 360°.